# باسيل شوت
باسيل شوت (بالإنجليزية: Basil Schott)‏ هو قسيس أمريكي، ولد في 21 سبتمبر 1939، وتوفي في 10 يونيو 2010 في بيتسبرغ في الولايات المتحدة بسبب لمفوما.